# Языки Кот-д’Ивуара
Кот-д’Ивуар — многоязычная страна. Согласно Ethnologue, в Кот д’Ивуаре насчитывается 80 языков.
Официальный язык, французский, был введён в колониальном периоде. Это язык преподаётся в школах и служит как лингва франка в стране. 70 или около того языков коренных народов можно разделить на 5 главных ветвей нигеро-конголезской семьи. В юго-восточном секторе располагаются языки ква, некоторые такие как бауле и аньин (2-3 млн и 1 млн человек) часть диалектного континуума с языком акан в Гане, и другим, такой как аттие (полмиллиона) более расходятся. На бауле говорят на востоке озера Коссу и в столице страны Ямусукро, а на аньи вдоль границы с Ганой. В юго-западном секторе располагаются языки кру, такие как бете и ве (гуре/вобе), полмиллиона у каждого, и дида (250 000), отнесённый к языкам Либерии. На северо-западе, вдоль границы с Гвинеей и через озеро Коссу в центре страны, располагаются языки манде, такие как дан (миллион говорящих) и гуро (полмиллиона, на озере). Озеро и река Бандама разделили восток страны языков ква от запада языков кру и манде. Через центр и север располагаются различные языки сенуфо, такие как сенари (миллион говорящих). В северо-западном углу, близлежащем Национальном парке Комоэ проживают четверть миллиона говорящих, такие как дьюла, представляющий собой лингва франка из соседней Буркина-Фасо. Для записи языков народов Кот-д’Ивуара используется практическая орфография, принятая в 1979 году.
Также насчитывается около 3 000 000 носителей языков-иммигрантов (американский жестовый, биса (63 000), восточный караборо (5610), вьетнамский, гларо-твабо, дженаама-бозо, догосо, кхе, маасина-фульфульде (1200), малба-бирифор, мооре, нафаанра, сиаму, сисите-сенуфо, сонинке (100 000), турка, южный тусский) в основном из соседних стран и прежде всего из Буркина-Фасо. Этническая напряжённость на севере между иммигрантами и местными ивуарцами, а также между манде/сенуфо на севере и кру/ква на юге, была много раз в кот-д’ивуарской гражданской войне.
В образовании для глухих Кот-д’Ивуаре используется американский жестовый язык, введённый глухонемым миссионером Эндрю Фостером.